# Герб Шлезвіг-Гольштейну
Герб Шле́звіг-Гольште́йну (нім. Wappen Schleswig-Holsteins) — офіційний символ федеральної землі Шлезвіг-Гольштейн, Німеччина. Щит розтятий на золото і червінь; у золотому полі два сині крокуючі леви-леопарди із червоним озброєнням і язиками, оберені ліворуч; у червоному полі — срібний лист кропиви. Затверджений земельним урядом 18 січня 1957 року. Походить від герба прусської провінції Шлезвіг-Гольштейн, який, у свою чергу, походить від гербів герцогств Шлезвігу (леви) і Гольштейну (кропива). Використовується на земельній печатці, прапорі, територіальній геральдиці тощо.

## Галерея

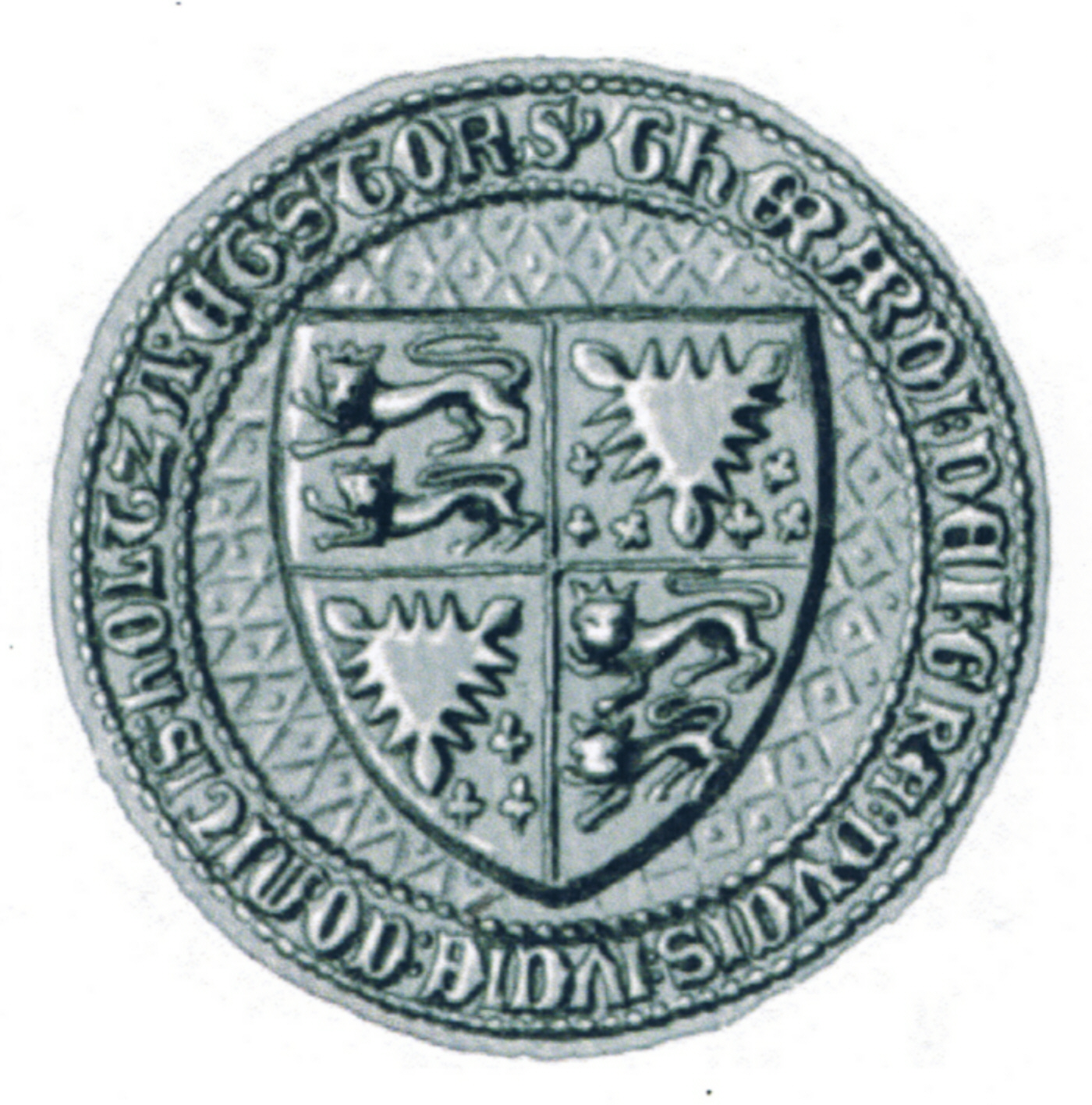
Печатка Гергарда VI 1395
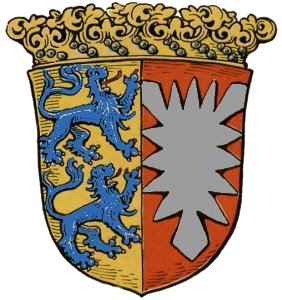
Провінція 1867
Малий герб 1867
Великий герб 1867
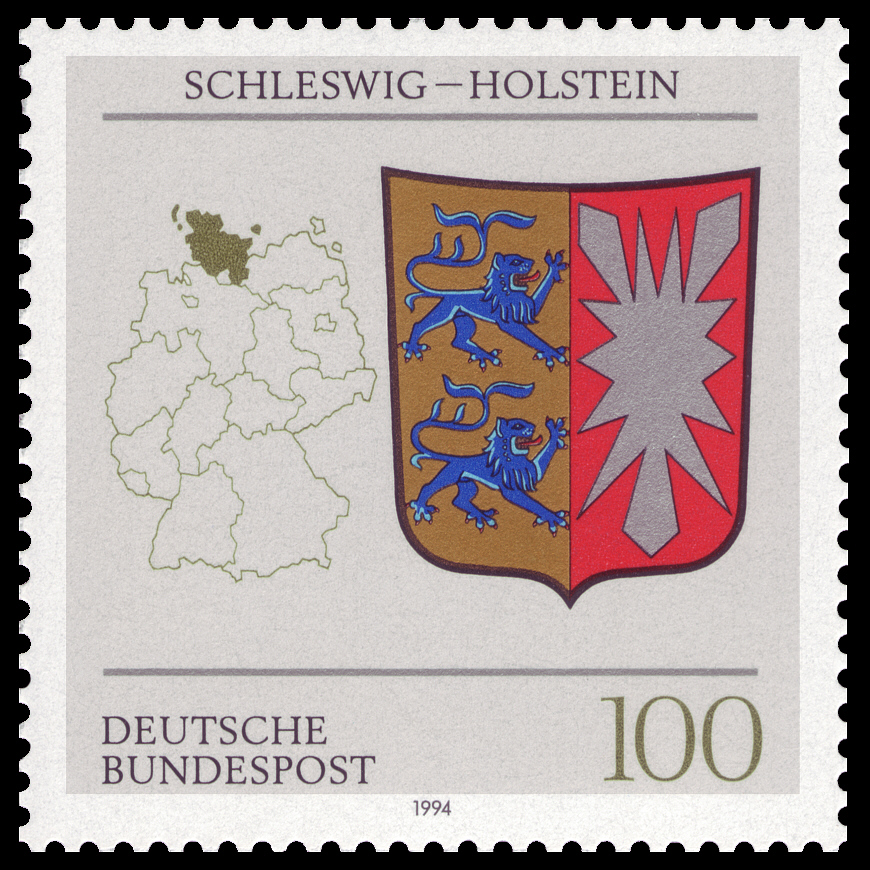
Марка 1994